# 勇舞川
勇舞川（ゆうまいがわ）は、北海道の千歳市北西部を流れる河川である。石狩川の支流千歳川の支流長都川の支流。一級水系石狩川水系の一級河川。アイヌ語で「ユウ」は、冷泉、温泉又は「ユク」は、鹿、「マ」は、泳ぐ、「イ」は、所で「ユウマイ」（温泉又は冷泉で泳ぐ所又は鹿が泳ぐ所）となった説がある。

## 地理
北海道千歳市北西部の陸上自衛隊北海道大演習場に源を発し、勇舞すこやか公園を流れ東に流れる。千歳の市街地の桜木、自由が丘を流れ、国道36号を横断するところからJR千歳線までは、地下を流れる。再び地上部を流れ、長都駅前、北陽、勇舞、都を流れる。北海道道600号島松千歳線の長都川にかかる橋付近（千歳市都）で長都川に合流する。
上流部の自由が丘のゆうまい湯（温泉）のある付近では、蛍が生息する。

## 治水
長都川からの逆流を防ぐため、合流部では、水門が設けられている。
千歳市自由が丘で深い沼地を形成していたが治水工事により、沼地は消滅している。

## 流域の自治体
北海道
千歳市
千歳市勇舞町内会は、この川から名称を付けた。